# 林茂樹 (知的財産学者)
林 茂樹（はやし しげき）は、日本の知的財産学者、商学者・経営学者。大阪工業大学名誉教授・元知的財産学部長・知的財産専門職大学院研究科長。経営学修士（ロンドン大学LBS）。ハーバード・ビジネス・スクールAMP修了者。日本開発銀行(DBJ)元次長。関西ベンチャー学会元会長。一般社団法人知財経営ネットワーク代表理事。
専門は、知的財産価値評価・知財金融、商学（マーケティング・経済学・会計学等）、経営学（MBA論・ビジネスマネジメント・経営戦略論・イノベーション・ベンチャー等）。
また、大阪工業大学知的財産学部・知的財産専門職大学院にて、WIPO・JICA経由で海外研修生（主に中南米・東南アジアから）を積極的に受け入れ、知的財産分野での国際貢献も推進している（特に、メキシコへは自国内からの特許出願率向上に貢献）
。

## 略歴
1978年一橋大学商学部卒業後、日本開発銀行（現日本政策投資銀行：DBJ）入行。1992年ロンドン大学(LBS)大学院政治経済学修士課程（ロンドン・ビジネス・スクール スローンフェロー）修了、Master of Science in Management（MSM: 経営学修士）。1999年日本開発銀行人事部次長。2001年ハーバード・ビジネス・スクール(HBS) アドバンスドマネージメントプログラム(AMP)修了。2004年新規事業投資（現DBJキャピタル：DBJと経団連・通産省が共同設立した政府系ベンチャーキャピタル）取締役・投資部長。2005年大阪工業大学知的財産学部教授。2014年同大学知的財産学部学部長。2021年同大学知的財産専門職大学院研究科長（兼務）。2025年大阪工業大学名誉教授。
大阪工業大学において20年の長きに渡り教鞭を執り、2003年開設の日本初の知的財産学部および2005年開設の知的財産専門職大学院の学部長・大学院研究科長をそれぞれ歴任し、初期の知的財産学と経営学・商学の融合教育の育成に貢献した。
主な所属学会は、日本知財学会、関西ベンチャー学会、日本ベンチャー学会、日本知的資産経営学会、一般社団法人知財経営ネットワークなど。
知的財産の対外啓蒙活動として、企業向けに近畿経済産業局主催知財ワークショップ開催事業2014「中小企業の知的財産を評価した融資の有効性を考えるワークショップ」で講師を務めている。
また、社会人向けに日本最大級の無料オンライン大学講座「gacco」（JMOOC公認プラットフォーム）で「知的財産とビジネス」の講師も務めている。